# 비엔니오 로소
비엔니오 로소(Biennio Rosso) 혹은 붉은 2년은 1차 세계대전의 여파로 1919년과 1920년에 걸쳐 2년간 발생한 이탈리아의 극심한 사회 갈등이다. 이후 파시스트 검은 셔츠단 민병대의 폭력적 반동이 뒤따랐고 무솔리니가 로마 진군을 통해 1922년 권력을 장악한다.

## 배경
전쟁이 끝나고 발생한 경제 위기와 높은 실업률, 정치 불안정은 비엔니오 로소를 탄생시키게 된다. 이것은 노동자들의 총파업과 토지와 공장의 점거를 통한 자주관리 실험이 특징이었다. 전쟁의 마지막 해부터 이러한 긴장이 고조되기 시작했다. 일부 관측자들은 이탈리아가 1918년 말부터 혁명의 위기에 처해 있었다고 분석한다.
대중은 생필품을 포함한 극심한 물가 상승으로 고통받고 있었고, 전쟁이 끝났을 때 이탈리아 왕립군이 해체되면서 발생한 광범한 실업자의 증가가 위기를 고조 시켰다. 노동조합, 이탈리아 사회당(PSI), 아나키스트 운동 등은 급격하게 성장하게 된다. PSI의 당원 수는 250,000명에 이르렀고, 주요 사회주의 노조인 노동총연맹(Confederazione Generale del Lavoro, CGL)은 조합원 수가 2백만에 이르렀으며, 아나키스트의 이탈리아 생디칼리스트 노조(Unione Sindacale Italiana, USI)는 그 수가 50만명에 이르렀다. 아나키스트들은 망명에서 돌아온 아나키스트 지도자 말라테스타의 귀환으로 활력을 얻게 되었다.

## 발발

텍스트 마이닝을 통한 이탈리아(1919-1922)의 폭력에 대한 사회학적 연구. 화살표의 굵기는 단체들간의 폭력행위의 수에 비례한다.

튜린과 밀라노에서 공장 평의회(맑스주의 철학자 안토니오 그람시는 이를 러시아 혁명 직후 형성된 러시아의 소비에트와 동류로 간주했다.)가 형성되었고, 혁명적 사회주의자들과 아나코 생디칼리스트들의 주도로 많은 공장 점거가 일어났다. 이런 동요는 농업지역인 파단 평야까지 확대되었고 농민 파업과 농촌 불안, 좌익과 우익 민병대 사이의 무력충돌을 수반했다. 공장에서의 사건들과 농촌의 불안은 급격하게 증가했다. 1913년에는 810여 건의 파업이 있었지만, 1919년에는 1663건의 파업이 발생했다. 백만명 이상의 산업 노동자들이 1919년의 사건에 관여했는데, 이는 1913년에 비해 3배가량 증가한 수치였다. 1920년에도 이런 추세는 계속되어 1881건의 파업이 발생했다. 농촌 파업도 1913년의 97건에서 1920년에는 189건으로 크게 증가했으며, 백만명 이상의 농민들이 가담했다. 1919년 6월 20-21일에는 러시아 혁명에 연대하는 의미에서 총파업이 선포되었다.
1920년 4월 튜린의 철강 노동자들, 특히 피아트의 노동자들은 그들의 ‘공장 평의회’에 대한 인정을 요구하는 파업을 시작했다. 이 요구는 PSI와 CGL 모두 지지하지 않았다. 공장 평의회는 자신을 단지 고용주와의 협상 도구로 여기지 않고, 점점 더 공장을 운영하는 민주적 모델이 되고자 했다. 이 운동은 1920년 8월과 9월에 최고조에 달했다. 고용주의 직장폐쇄에 대응하여 밀라노와 튜린의 무장 노동자들이 공장을 점거했다. 공장 점거운동은 이탈리아 북서부의 산업 삼각지대를 휩쓸었다. 약 40만명의 철강 노동자들과 10만명 가량의 다른 노동자들이 참여했다. 9월 3일에는 튜린의 185개의 철강 공장이 점거되었다.
PSI와 CGL은 이 운동에서 혁명의 잠재력을 보지 못하는 실수를 저질렀다. 이것이 극대화되고 다른 지역까지 확대되었다면, 혁명적 변화가 가능할 수도 있었다. 대부분의 사회주의 지도자들은 북부에서의 투쟁에 만족했으며, 점거와 폭동의 영향을 거의 활용하지 못했다. 지원받지 못한 사회 변화를 위한 이 운동은 점차적으로 약화되기 시작했다.

## 여파
1921년 운동은 대량 해고와 임금 삭감을 초래한 산업 위기로 쇠퇴하고 있었다. 수동적인 태도를 취했던 PSI와 CGL과는 달리, 고용주들과 새로이 등장한 파시스트들은 공격적인 태도를 취한다. 혁명적 기간은 파시스트 검은셔츠단 민병대(이탈리아 전투 파스키)의 폭력적인 반동이 뒤따랐고, 결과적으로 무솔리니는 1922년 10월에 로마 진군을 감행한다.
이 기간의 신문등을 통한 시대의 사회학적 연구를 보면, 관련된 단체들간의 폭력행위의 진화를 분명히 보여준다.

## 같이 보기
- 로마 진군
- 베니토 무솔리니
- 아르디티 델 포폴로

## 더 읽을거리
- Giuseppe Maione, Il biennio rosso. Autonomia e spontaneità operaia nel 1919-1920, Bologna, Il Mulino, 1975
- Giovanni Sabbatucci (a cura di), La crisi italiana del primo dopoguerra. La storia e la critica, Bari, Laterza, 1976
- AA. VV., Le rivoluzioni sconfitte, 1919/20, a cura di Eliana Bouchard, Rina Gagliardi, Gabriele Polo, supplemento a "il manifesto", Roma, s.d. (ma 1993)
- Roberto Bianchi, Pace, pane, terra. Il 1919 in Italia, Rome, Odradek Edizioni, 2006
- Fabio Fabbri, Le origini della guerra civile. L'Italia dalla Grande Guerra al fascismo. 1918-1921, Torino, UTET, 2009.